# Eumerus splendens
Eumerus splendens är en tvåvingeart som beskrevs av Christian Rudolph Wilhelm Wiedemann 1830. Eumerus splendens ingår i släktet månblomflugor, och familjen blomflugor. Inga underarter finns listade i Catalogue of Life.